# Agulla Pondiellos
L'Agulla Pondiellos és un cim de 3.011 m d'altitud, amb una prominència de 31 m, que es troba a l'aresta NW del Garmo Negro, al massís de Infiernos-Argualas, a la província d'Osca (Aragó).